# Benedykt Gajewski
Benedykt Marian Gajewski (ur. 21 marca 1927 w Łobaczówce, zm. 13 stycznia 2018 w Sanoku) – polski nauczyciel–geograf, autor publikacji w dziedzinie historii regionalnej.

## Życiorys
Urodził się 21 marca 1927 w Łobaczówce jako syn Feliksa. Pochodził z Beresteczka. Podczas II wojny światowej w 1942 wobec zagrożenia opuścił wraz z rodziną teren Wołynia i osiadł w Domaradzu, gdzie spędził dalszy czas okupacji niemieckiej, a po zakończeniu wojny w 1946 zdał egzamin dojrzałości w gronie sześciu pierwszych wychowanków Prywatnego Gimnazjum Koedukacyjnego Zarządu Gminnego w Domaradzu. Ukończył studia na Wydziale Filozoficznym Uniwersytetu Jagiellońskiego. Z wykształcenia był geografem. Pracował jako nauczyciel geografii w Liceum Pedagogicznym w Sanoku, Studium Nauczycielskim w Krośnie. W niepełnym wymiarze godzin był także nauczycielem w sanockich szkołach średnich: w szkołach mechanicznych (1957), szkołach ekonomicznych. W  latach 70. sprawował funkcję wizytatora Oddziału Oświaty i Wychowania szkół średnich Urzędu Miejskiego w Sanoku. Na przełomie lat 70. i 80. pełnił funkcję prezesa Rady Zakładowej ZNP. W latach 80. był pedagogiem szkolnym w Szkole Podstawowej nr 7 w Sanoku.
Był członkiem zespołu wokalnego pod nazwą „Czwórka Rewelersów”, działającego w Powiatowym Domu Kultury w budynku przy ul. Adama Mickiewicza 24 w Sanoku (prócz niego także m.in. Adam Bieniasz, Zbigniew Dańczyszyn). Został kierownikiem i dyrygentem zespołu wokalno-muzycznego (żeński kwintet oraz orkiestra) działającego przy oddziale ZNP w Sanoku.
Został autorem publikacji z dziedziny historii regionalnej, w tym stworzył szereg monografii opisujących miejscowości z obszaru ziemi sanockiej i Beskidu Niskiego. W sposób szczególny zainteresował się kwestią działań Ukraińskiej Powstańczej Armii na obszarze Bieszczadów, a celem gromadzenia informacji na ten temat wystąpił do ministra spraw wewnętrznych Stanisława Radkiewicza o zezwolenie na dostęp na korzystanie z dokumentów archiwalnych. Rezultatem pięcioletnich prac był maszynopis pt. Walka o utrwalanie władzy ludowej na Rzeszowszczyźnie w latach 1945–1948, który według autora został przekazany docentowi historii z Warszawy w celu zrecenzowania, a następnie wydany przez tegoż nosząc znamiona plagiatu. Przez cztery lata pracował nad opracowaniem historii kpt. Antoniego Żubryda i dowodzonego przez niego Samodzielnego Batalionu Operacyjnego NSZ „Zuch”, czego efektem był w 1983 maszynopis pt. Wszędzie za nim szła trwoga. W cyklu dziewięciu artykułów pt. Na tropach Żubryda publikowanych na łamach krośnieńskiego tygodnika „Podkarpacie” na początku 1987 dokonał wraz z Arturem Batą krytycznej analizy osoby tego dowódcy i dowodzonego przez niego oddziału. Publikował w czasopismach „Tygodnik Sanocki”, „Zeszyty Historyczne WiN-u”, „Wiadomości Brzozowskie”. Pod koniec lat 80. zaangażował się w ratowanie przed zrujnowaniem kościoła Trójcy Świętej w Beresteczku. W 2000 otrzymał nominację na stopień oficerski podporucznika, przyznaną postanowieniem prezydenta RP.
Jego żoną została Ewa. Zmarł 13 stycznia 2018 w Sanoku. Został pochowany na cmentarzu parafialnym w Domaradzu 16 stycznia 2018.

## Publikacje
- Dawny obrzęd weselny w Domaradzu („Rocznik Sanocki” 1963)
- Domaradz. Szkice i materiały („Rocznik Sanocki” 1971)
- Golcowa. Szkice z dziejów wsi (1989)
- Bieliny. Wieś nad Sanem (1991)
- Beresteczko. Szkice i materiały z dziejów miasteczka (1993)
- Kombornia. Zarys dziejów wsi (1995)
- Besko. Wieś nad Wisłokiem (1996)
- Jaśliska (1366–1996). Zarys monograficzny (1996)
- Konspiracyjny ruch ludowy w powiecie brzozowskim 1940–1944 (1997, współautorzy: Wojciech Dudek, Tadeusz Miciak)
- Rys historyczny parafii Bieliny (1997)
- Domaradz. Wieś nad Stobnicą (1997)
- Antoni Żubryd. Od legendy do dokumentów (1998)
- Jurowce. Wieś nad Różowym (1998)
- Myczkowce. Wieś nad Zalewem Myczkowskim. Zarys monograficzny (2001)
- Średnia Wieś. Monografia i przewodnik (2002)
- Jaćmierz. Zarys monograficzny (2003)
- Strachocina. Zarys monograficzny (2004)
- Kult Dzieciątka Jezus w Golcowej (2005)
- Walka z ukraińskim podziemiem na południowo-wschodnim obszarze Polski w latach 1944–1948. Publikacje, raporty, relacje, zeznania (2005)
- Kaplica grobowa Wiktorów w Załużu (2005)

## Odznaczenia i nagrody
Odznaczenia
- Krzyż Kawalerski Orderu Odrodzenia Polski (1983)[30].
- Złoty Krzyż Zasługi (1975)[31].
- Medal Komisji Edukacji Narodowej (1978)[32].
- Medal za Długoletnie Pożycie Małżeńskie (1997)[1].

Nagrody i wyróżnienia
- Nagroda od sekretarza KW PZPR w Krośnie (1976)[33].
- Nagroda Miasta Sanoka w dziedzinie upowszechniania kultury i sztuki za rok 2005[34].